# جي ميل
جي ميل (بالإنجليزية: Gmail) رسميًّا جوجل ميل (بالإنجليزية: Google Mail) في ألمانيا وأستراليا والمملكة المتحدة هو خدمة مجانية للبريد الإلكتروني على الإنترنت وبروتوكول مكتب البريد وبروتوكول الوصول لرسائل الإنترنت تقدمها شركة جوجل.
بدأت الخدمة في 1 أبريل 2004 كإصدار تجريبي عبر نظام الدعوة فقط. وتم بدء النسخة التجريبية العام 2007 في 7 فبراير بسعة 1 جيجابايت.
يتضمن جي ميل محرك بحث بالإضافة إلى إمكانية المحادثة مع مستخدمي جوجل توك عبر صفحة البريد؛ ويوفر جي ميل حاليًّا أكثر من 6000 ميغابايت من سعة التخزين المجانية (بزيادة 3.348 ميغابايت في اليوم)، مع 10 جيجابايت إضافية مقابل 20 دولار في السنة.
قامت جوجل بإتاحة حسابات جي ميل دون الحاجة إلى دعوة، لمن يعيشون في أستراليا ونيوزيلندا منذ 9 أغسطس 2006، وفي اليابان منذ 23 أغسطس 2006، وفي مصر منذ 3 ديسمبر 2006.

## نظرة عامة
أطلقت جوجل هذه الخدمة في أول أبريل/نيسان 2004 كجزء من مهمتها التي تهدف إلى تنظيم المعلومات الموجودة على الإنترنت، حيث أن جي ميل يعتمد على محرك بحث جوجل الذي يمكن المستخدم من البحث عن رسائله أيًّا كان مكانها، أو التاريخ الذي أرسلت فيه، خاصة أن سعة هذا البريد الإلكتروني تزيد عن 7 جيجابايت، مما يسمح للمستخدم بتخزين كافة رسائله، وأن لا يضطر إلى حذف أي منها وفي السابع من يناير عام 2008 وصلت السعة إلى 6 جيجابايت وأصبح بالإمكان شراء سعات تخزين أكبر مثل 10 جيجابايت باشتراك 20 دولار في السنة وإلى 400 جيجابايت بـ700 دولار في السنة.

## المميزات
يتميز جي ميل بعدة ميزات غير موجودة بالخدمات المنافسة، ومنها:

### سعة التخزين
حيث أن جوجل تتيح ما يزيد عن 15 جيجابايت، وهذه السعة التخزينية الكبيرة غير متاحة في العديد من خدمات البريد الإلكتروني التي تقدمها شركات أخرى، مع العلم أن هذه السعة تزيد باستمرار يوميًّا. هذه السعة التخزينية العالية هي من الأسباب الرئيسية التي تجعل المستخدمون يسعون لاستعمال جي ميل، لأن هذه السعة الكبيرة تجعل المستخدمين يحتفظون بكل رسائلهم، ولا تضطرهم إلى حذف أي منها.

### مختبرات جي ميل
في 5 يونيو 2008 قدمت ميزة جديدة لمستخدمي جي ميل بواجهة المستخدم الإنجليزية، حيث يمكنهم تفعيل خصائص جديدة تجريبية. هذه المزايا يمكن تفعيلها أو تعطيلها، وتشغل كل واحدة على حدة أو مع آخرين، حسب رغبة المستخدم. يجمع فريق مطوري جيميل إحصاءات الاستخدام والتغذية الراجعة عن هذه المزايا الاختبارية، والتي في حال إن وجدت قبولًا بين المستخدمين، سيتم دمجها في الشيفرة المصدرية الرئيسية لجي ميل.

## واجهة المستخدم
يدعم جي ميل المتصفحات الآتية:-
- إنترنت إكسبلورر 5.5 وما بعده
- موزيلا فيرفكس 0.8 وما بعده
- نتسكيب 7.1 وما بعده
- سفاري 1.2.1 وما بعده

ويجب تمكين جافا سكريبت، وملفات تعريف الارتباطات في كل المتصفحات.

### حفظ الرسائل تلقائيًا
يحفظ جي ميل الرسائل التي يقوم المستخدم بكتابتها تلقائيًا، وبهذا فسيكون بإمكان المستخدم أن يسترجع محتويات الرسالة (والملحقات أيضًا) بالكامل عند حدوث أية أخطاء.

### دعم اللغات
يتيح جيميل العديد من اللغات (حوالي 73 لغة) التي يمكن بها عرض واجهة المستخدم الخاصة بالبرنامج المبني على الويب، ومن هذه اللغات العربية، واللغة الإندونيسية، الإسبانية والروسية، والهندية، والإنجليزية، والألمانية، والفرنسية، واليابانية، والكورية، والتركية، والعبرية وغيرها. مما يساعد على توفير رقعة أكبر من المستخدمين من حول العالم، والذين يتحدثون لغات مختلفة، ويفضلون استخدام برامج تستعمل لغتهم في واجهة المستخدم.

### وجودإعلاناتمتعلقة بموضوع الرسائل
تعرض جوجل الإعلانات، ولكنها إعلانات موجهة ومتعلقة بموضوع أو مضمون الرسالة. كما أن هذه الإعلانات التي يقدمها جوجل ليست إلا إعلانات نصية متعلقة بموضوع الرسالة، تعرض إلى جانب الرسالة وهي إعلانات مشابهة للإعلانات النصية التي يعرضها برنامج Google AdSense على الملايين من صفحات الويب. تقول جوجل بأنها تقوم بفلترة الرسائل وعرض إعلانات مطابقة لمحتوى الرسالة مما يجعل خصوصية المستخدمين عرضة للانتهاك من قبل الشركة.

## النقد

### شكوك حول الخصوصية
شكك البعض في مقدار الخصوصية الذي يمنحه جوجل لمستخدمي خدمة جي ميل، وكانت حجتهم في ذلك هو خاصية الإعلانات، حيث تظهر إعلانات متعلقة بموضوع رسالة البريد التي يقرأها المستخدم. لكن شركة جوجل أكدت أن عملية تخصيص الإعلانات حسب موضوع الرسائل هي عملية آلية تتم من خلال برنامج حاسوب، كما أكدت الشركة أن لا أحد يقرأ رسائل المستخدمين، وأكدت أنها لا تزود المعلنين بأية معلومات عن المستخدمين أو عن مضمون رسائلهم وأكد هذه الشكوك إدوارد سنودن بعدما سرّب برنامج بريسم الخاص بوكالة الاستخبارات الأمريكية والذي يمكنه الوصول لبيانات المستخدمين.